# NGC 6993
NGC 6993 este o galaxie situată în constelația Capricornul. A fost descoperită în 8 iulie 1885 de către Francis Leavenworth. Se află la o distanță de 83,88 de megaparseci de Pământ.